# Chiara Tabani
Chiara Tabani (Prato, 27 agosto 1994) è una pallanuotista italiana, difensore dell'Orizzonte Catania e della Nazionale Italiana.

## Caratteristiche tecniche
È una giocatrice forte fisicamente e versatile tecnicamente; di base difensore/marcatore, riesce a risultare efficace anche in fase d'attacco, in cui vanta elevate percentuali realizzative

## Carriera

### Club
Talento precoce, inizia a giocare a pallanuoto su impulso della sorella maggiore Elena (di ruolo portiere) nelle file del Prato. Già nel 2009 è in prima squadra e si afferma come elemento determinante del club laniero, che riesce ad arrivare fino alla Serie A1.
Nel 2016 passa al CN Sabadell e poi nel 2017 alla SIS Roma, con la quale vince due Coppe Italia. Nel 2023 si trasferisce all'Orizzonte Catania, dove conquista due campionati italiani consecutivi.

### Nazionale
Entrata nel giro delle nazionali femminili nel 2008, diventa negli anni un elemento stabile del Setterosa, con cui vince la medaglia d'argento ai Giochi olimpici di Rio de Janeiro 2016, nonché il bronzo ai mondiali di Kazan 2015 ed agli europei di Belgrado 2016 e Spalato 2022.

## Palmarès

### Club
- Campionato italiano: 2

Orizzonte Catania: 2023-24, 2024-25
- Campionato spagnolo: 1

Sabadell: 2016-17
- Copa de la Reina: 1

Sabadell: 2016-17
- Supercopa de España: 1

Sabadell: 2016
- Supercoppa LEN: 1

Sabadell: 2016
- Coppe Italia: 2

SIS Roma: 2018-19, 2021-22

### Nazionale
- Olimpiadi

Rio de Janeiro 2016: 
- Mondiali

Kazan' 2015: 
Fukuoka 2023: 
- Europei

Belgrado 2016: 
Spalato 2022: 